# Farnese (Italia)
Farnese è un comune italiano di 1 347 abitanti della provincia di Viterbo nel Lazio.

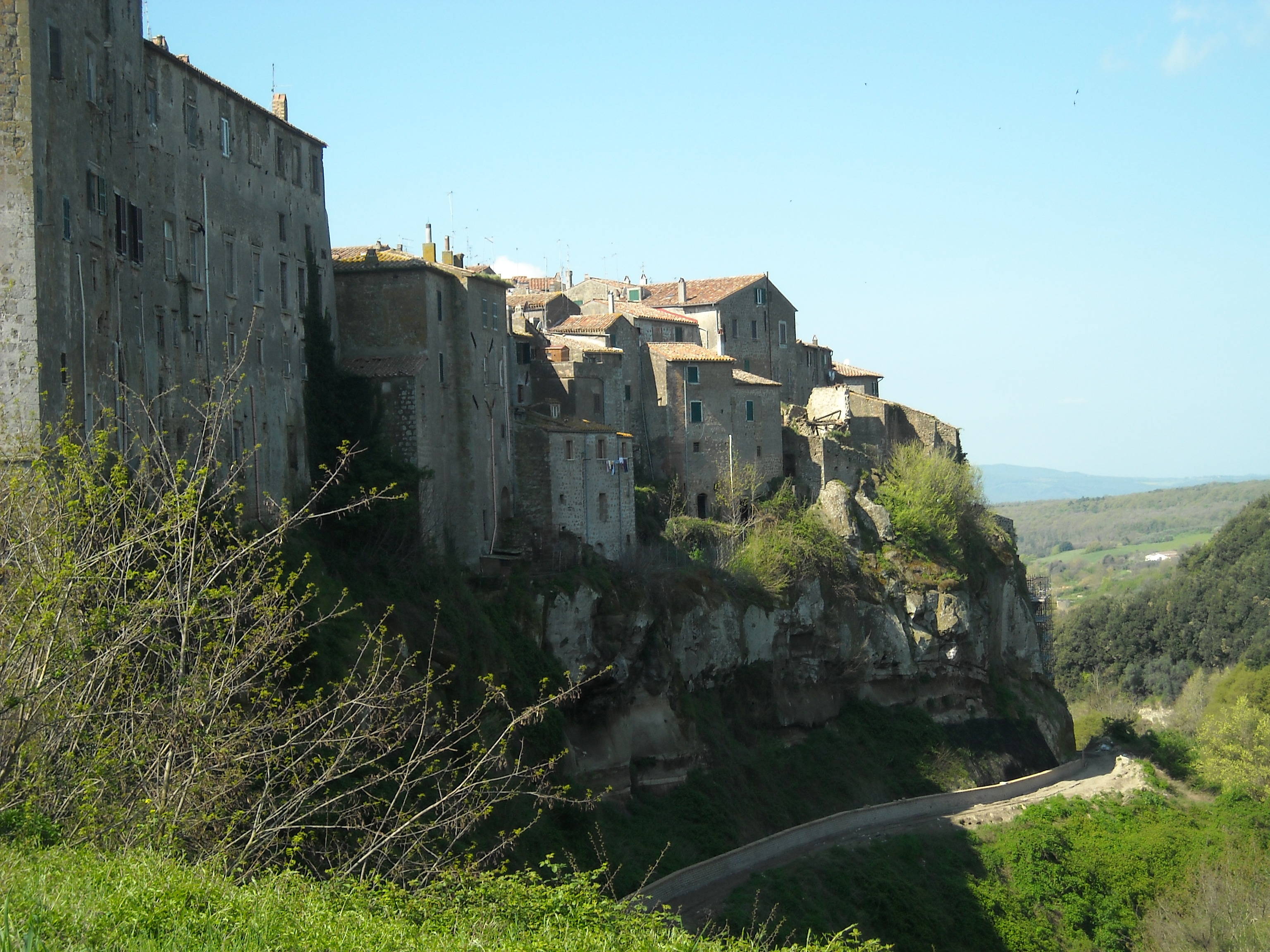
Belvedere di Farnese

## Geografia fisica

### Territorio
Farnese è un paese tipicamente medievale che sorge su una rupe tufacea ad ovest del lago di Bolsena ai confini con la Toscana, poco distante dal litorale Tirrenico, a 343 metri sul livello del mare.
A sud-est di Farnese troviamo Valle Cupa, un territorio collinoso e tufaceo. Ad ovest troviamo Noiano. Una profonda fenditura lo divide da Naiella e poi il terreno scende a precipizio verso il fiume Olpeta. Il Lamone, un fittissimo bosco, oggi Riserva Naturale, si estende in questa zona. In alto troneggia Rofalco, un antico insediamento umano, di cui danno conferma i reperti archeologico, le difese naturali e l'enorme muraglia costruita con le pietre laviche.
Al di là del Lamone Campo Della Villa; più in avanti Pian Di Lance, così chiamato per le numerose punte di lance rinvenutevi. A nord: Poggio Della Campana, così chiamato per una leggendaria campana d'oro avvistatavi. Poi il terreno scende in un ripido costone fino alla chiesa di S. Maria Di Sala ai piedi del torrente Olpeta, affluente del fiume Fiora. Ancora salendo molto di quota troviamo Moiolo e Moioletto. Più spostato ad est Campo del Carcano, ancora più in alto le Potoncelle, ad est di esse Poggio Del Cerro.

### Clima
Classificazione climatica: zona D, 2026 GR/G

## Storia
Il territorio è stato abitato sin dal periodo finale dell'età del Bronzo (seconda metà dell'XI-X sec. a.C.), come testimonia il villaggio preistorico delle Sorgenti della Nova , un abitato che si ergeva su una rocca tufacea, dove a basse e semplici capanne poste sulla sommità, si uniscono abitazioni ellittiche più complesse sui terrazzamenti, e grotte scavate nella roccia, con funzioni abitative o di culto. Anche l'antico centro storico di Farnese è stato abitato a partire dall'età del Bronzo e, a testimonianza di questo, sono stati ritrovati particolari oggetti. 
Al Medioevo risalgono notizie riguardo alla famiglia dei signori di "Farneto", chiamata così data la presenza di molte specie di quercia, la farnia. Nella metà dell'anno 1100 il territorio di Farnese (Castrum Farneti) apparteneva al Conte Ranieri Di Bartolomeo, per passare poi nella contea Aldobrandesca. La storia del paese però, è legata alla famiglia omonima, i Farnese, che facevano parte degli eserciti di comuni tra cui Orvieto, Firenze e Siena. Stando dalla parte dei Guelfi, combatterono contro i Ghibellini, per riconquistare San Pietro in Tuscia. Con il passare del tempo la famiglia si separò.
A partire dal 1500, Farnese migliorò le sue condizioni assumendo una posizione di rilievo nei riguardi di altri paesi importanti dell'epoca. Appena un secolo dopo il feudo di Farnese entrò a far parte dei possedimenti della famiglia Chigi. Nel XIX secolo Farnese passò prima al Maresciallo francese De Boumont, poi ad Alessandro Torlonia fino al XX secolo.
Nella metà dell'Ottocento il fenomeno del brigantaggio conobbe larga diffusione nel territorio farnesano, sia per la latitanza resa possibile dalla struttura del paese, sia per la conoscenza del territorio da parte di briganti nativi di Farnese. Tra questi, i più noti sono Domenico Biagini, Giuseppe Basili e Domenico Tiburzi. Molti furono i farnesani che vennero coinvolti in molti processi come aiutanti dei briganti, tra essi anche lo stesso sindaco Pietro Castiglioni.
Farnese fu teatro della campagna garibaldina dell'Agro Romano per la liberazione di Roma. Il 19 ottobre 1867 una cruenta battaglia durata circa tre ore e mezzo tra i 150 volontari delle colonne garibaldine guidate da Andrea Sgarallino (la "colonna livornese") e da Nicola Guerrazzi (la "colonna maremmana") e 500 pontifici lasciò sul terreno i massetani Ettore Comparini, Natale Capannoli e Rocco Grassini. Numerosi i feriti. Documentazioni sono disponibili presso il Museo nazionale centrale della Campagna dell'Agro Romano per la liberazione di Roma in Mentana.
Nel 1887, dopo diversi tentativi fatti in epoche precedenti, venne condotta a Farnese l'acqua della sorgente "La Botte". L'evento venne fastosamente festeggiato il 25 settembre 1887 con diverse manifestazioni religiose e civili, e con l'inaugurazione della Fontana Monumentale di Piazza del Comune.
Nel secolo scorso il paese ha seguito i cambiamenti dei piccoli centri delle zone marginali in cui, soprattutto dalla fine della seconda guerra mondiale, la popolazione è andata pian piano diminuendo spostandosi nei grandi centri urbani.

### Simboli
Lo stemma e il gonfalone sono stati riconosciuti con DCG dell'8 dicembre 1942.
Il gonfalone è un drappo di azzurro

## Monumenti e luoghi d'interesse

### Il centro storico
Farnese è arroccato su uno sperone tufaceo come i paesi medievali circostanti. Una caratteristica di questi centri storici è la notevole presenza di "pozzi da butto". Ovvero pozzi di grandi dimensioni di forma cilindrica o a fiasco, scavati direttamente nel tufo; utilizzati originariamente come silos per la conservazione del grano o come cisterne per la raccolta dell'acqua, e in un secondo momento per gettarvi i rifiuti. Il materiale rinvenuto nel loro interno è ora conservato e visibile nel museo civico. Tra il materiale recuperato ci sono alcune ceramiche che rappresentano lo stemma della famiglia Farnese. La rupe su cui sorge il centro storico di Farnese, come dimostrato da vari oggetti ritrovati, è stata abitata fin dall'Età del Bronzo Finale, bisogna però giungere al medioevo per avere documenti scritti. I piani urbanistici hanno favorito una caotica espansione, con massicce fughe dal vecchio paese. Conciliare le esigenze moderne senza penalizzare il caratteristico paesaggio medievale è la sfida di oggi. Alcune importanti opere di consolidamento sono già state eseguite altre sono in corso d'opera. È necessario fare altri interventi intorno allo sperone tufaceo in quanto esso poggia su una base arenaria consumata, attraverso i secoli, da piogge e gelo che hanno creato dei vuoti su cui pesano gli enormi massi tufacei a loro volta fratturatisi e in pericoloso equilibrio.
- Palazzo Chigi
- Casa del Platonio
- Rocca dei Farnese

### Siti archeologici
- Sorgenti della Nova, dove sono stati rinvenuti resti di capanne risalenti all'Età del Bronzo[4].

### Aree naturali
- Riserva naturale parziale Selva del Lamone

## Società

### Evoluzione demografica
Abitanti censiti

## Cultura

### Istruzione

#### Musei
Il Museo Civico "Ferrante Rittatore Vonwiller" con reperti risalenti al periodo del Bronzo, manufatti di epoca etrusca e le maioliche del periodo medievale e rinascimentale.

### Cinema
Per le sue caratteristiche di borgo medioevale ancora ben conservato, l'abitato di Farnese è stato scelto negli anni Settanta dal regista Luigi Comencini per girarvi le prime scene dello sceneggiato televisivo Le avventure di Pinocchio (1972), dove Farnese rappresenta il paese in cui mastro Geppetto vive e lavora.

## Economia
Di seguito la tabella storica elaborata dall'Istat a tema Unità locali, intesa come numero di imprese attive, ed addetti, intesi come numero addetti delle unità locali delle imprese attive (valori medi annui).
|         | 2015                  |                              |                            |                |                       |                     | 2014                  |                | 2013                  |                |
| ------- | --------------------- | ---------------------------- | -------------------------- | -------------- | --------------------- | ------------------- | --------------------- | -------------- | --------------------- | -------------- |
|         | Numero imprese attive | % Provinciale Imprese attive | % Regionale Imprese attive | Numero addetti | % Provinciale Addetti | % Regionale Addetti | Numero imprese attive | Numero addetti | Numero imprese attive | Numero addetti |
| Farnese | 92                    | 0,39%                        | 0,02%                      | 189            | 0,32%                 | 0,01%               | 97                    | 172            | 95                    | 202            |
| Viterbo | 23.371                |                              | 5,13%                      | 59.399         |                       | 3,86%               | 23.658                | 59.741         | 24.131                | 61.493         |
| Lazio   | 455.591               |                              |                            | 1.539.359      |                       |                     | 457.686               | 1.510.459      | 464.094               | 1.525.471      |

Nel 2015 le 92 imprese operanti nel territorio comunale, che rappresentavano lo 0,39% del totale provinciale (23.371 imprese attive), hanno occupato 189 addetti, lo 0,32% del dato provinciale (59.399 addetti); in media, ogni impresa nel 2015 ha occupato due persone (2,05).

### Agricoltura
Nelle campagne del territorio comunale si coltiva, tra l'altro, la varietà di olivo da cui si ricava l'olio extra vergine di oliva Canino, che nel 1996 ha ricevuto la DOP.

## Infrastrutture e trasporti

### Strade
Farnese, tramite la Strada Provinciale 47 Lamone , è collegata a Ischia di Castro.

## Amministrazione
Nel 1927, a seguito del riordino delle circoscrizioni provinciali stabilito dal regio decreto n. 1 del 2 gennaio 1927, per volontà del governo fascista, quando venne istituita la provincia di Viterbo, Farnese passò dalla provincia di Roma a quella di Viterbo.

### Gemellaggi
- Beaumont-de-Pertuis[senza fonte]